# Mucuna macrobotrys
Mucuna macrobotrys är en ärtväxtart som beskrevs av Henry Fletcher Hance. Mucuna macrobotrys ingår i släktet Mucuna och familjen ärtväxter. Inga underarter finns listade i Catalogue of Life.